# Triều Tiên Thái Tổ
Triều Tiên Thái Tổ (chữ Hán: 朝鮮太祖; Hangul: 조선 태조; 4 tháng 11 năm 1335 – 27 tháng 6 năm 1408), tên khai sinh là Lý Thành Quế (Yi Seong-gye) là người sáng lập ra nhà Triều Tiên, hay còn được gọi là Lý thị Triều Tiên (李氏朝鲜). Ông trị vì trong vòng từ năm 1392 đến năm 1398, tổng cộng 6 năm. Vào thời kỳ Triều Tiên vương quốc, ông được biết đến với thụy hiệu là Thái Tổ Thần Vũ Đại vương (太祖神武大王, 태조신무황제King Taejo Sinmu). Về sau, ông được truy tôn làm Hoàng đế sau khi Triều Tiên Cao Tông tuyên bố thành lập Đế quốc Đại Hàn năm 1897, với tên thụy là Thái Tổ Quang Đức Hoàng đế (太祖光德皇帝, 태조광덕황제Emperor Taejo Gwangdeok).
Thời gian đầu, Lý Thành Quế cũng là nhân vật chủ chốt trong việc lật đổ triều Cao Ly. Ông đã gia nhập quân đội Cao Ly và đã lên chức, cuối cùng đã chiếm ngai vàng năm 1392. Ông đã thoái vị năm 1398 trong một cuộc tranh giành Vương vị giữa các con trai của ông và qua đời năm 1408.

## Tiểu sử
Triều Tiên Thái Tổ có tên khai sinh là Lý Thành Quế (李成桂, 이성계), và đã đổi tên thành Lý Đán (李旦, 이단). Cha của Thái Tổ, Lý Tử Xuân (李子春, 이자춘), là một quan chức nhỏ của Mông Cổ nhưng ông là người dân tộc Triều Tiên.
Vào cuối thế kỷ XIV, vương triều nhà Cao Ly - do Cao Ly Thái Tổ Vương Kiến lập nên từ năm 918 - sau 4 thế kỷ tồn tại từ chỗ cường thịnh đã trở nên suy nhược và đang đứng trên bờ vực thẳm. Thật sự, nền móng của vương triều đã sụp đổ tan tành ngay sau khi bị Đế quốc Mông Cổ xâm lược và biến thành một nước phiên thuộc. Tính hợp pháp của Nhà nước Cao Ly cũng càng lúc càng trở nên đáng nghi ngờ vì Vương tộc Cao Ly không những không còn khả năng cai trị đất nước một cách hiệu quả mà còn bị buộc phải kết hôn với những thành viên thuộc hoàng tộc triều Nguyên, hành động được coi là một vết nhơ nhuốc của Vương triều Cao Ly. Bên cạnh đó, tình hình còn căng thẳng hơn khi có những cuộc đấu đá tranh giành quyền lực ngay trong nội bộ Vương thất càng làm tình hình thêm tồi tệ. Mẹ đẻ của Cao Ly U Vương, vị quốc vương đương tại vị cũng chỉ là một phụ nữ thuộc tầng lớp bình dân, chính việc này khiến người đời có những dị nghị rằng liệu ông có đúng thuộc dòng dõi của Cao Ly Cung Mẫn Vương hay không.
Tình hình nội bộ vương triều Cao Ly cũng vô cùng rối ren. Các cuộc đấu đá, tranh giành quyền lực quyết liệt giữa các quý tộc, các tướng lĩnh và quan lại khiến triều đình lâm vào cảnh chia bè kết phái rất trầm trọng. Với việc các hải tặc Oa khấu (倭寇 wakō) thường xuyên cướp phá vùng duyên hải bán đảo Triều Tiên cũng như các cuộc xâm lấn Cao Ly của Hồng Cân quân theo đà đánh đuổi Nhà Nguyên. Kẻ nắm quyền thực sự trong triều đình Cao Ly chính là Phái cải cách Sinjin và Phái đối lập Gweonmun, cũng như những tướng lĩnh trực tiếp chiến đấu chống lại các thế lực ngoại xâm - ví dụ như vị tướng tài ba Lý Thành Quế và địch thủ chính trị của ông, Tể tướng Thôi Oánh (Choe Yeong). Sự trỗi dậy của Nhà Minh, do Chu Nguyên Chương sáng lập, đã khiến cho thế lực của Nhà Nguyên suy yếu trầm trọng. Họ không chỉ bị đánh đuổi khỏi Trung Nguyên mà thậm chí Cao Ly đã giành lại được độc lập từ tay đế quốc Mông Cổ ngay trong thập niên 1350 (mặc dù các thế lực Mông Cổ ở miền Bắc Cao Ly vẫn còn rất mạnh với những đội quân đông đảo trong tay).

## Con đường binh nghiệp
Lý Thành Quế đã giành được lòng tin cũng như quyền lực vào trong tay vào những năm cuối thập kỷ 1370 và đầu thập kỷ 1380 nhờ vào những chiến công trong việc đánh đuổi các thế lực Mông Cổ còn lại ra khỏi bán đảo Triều Tiên, cũng như đánh tan các cuộc tấn công của quân cướp biển Oa khấu (倭寇 wakō) người Nhật. Ông cũng lập nhiều công lao trong việc truy đuổi các lực lượng Hồng Cân quân khi họ tiến vào bán đảo Triều Tiên theo đà đánh đuổi quân Mông Cổ. Sau khi Minh Thái Tổ Chu Nguyên Chương lập ra triều Minh và đánh đuổi quân Nguyên ra khỏi Trung Nguyên vào năm 1368, triều đình Cao Ly chia làm hai phe: phe thân triều Nguyên do tể tướng Thôi Oánh đứng đầu, còn phe thân triều Minh do Lý Thành Quế đứng đầu.
Năm 1388, sứ thần Nhà Minh đến Cao Ly đòi một phần lãnh thổ lớn nằm ở phía Bắc Cao Ly, Tể tướng Thôi Oánh chớp lấy cơ hội này, lợi dụng làn sóng chống Nhà Minh trong triều đình Cao Ly để phát động một cuộc tấn công xâm lược vào Bán đảo Liêu Đông nhằm lấy lại những lãnh thổ mà quốc gia Cao Câu Ly mất vào tay Trung Quốc. Cao Ly luôn thừa nhận họ là người kế thừa trực tiếp của quốc gia Cao Câu Ly xưa, vì vậy việc đòi lại lãnh thổ cũ của Cao Câu Ly tại bờ bên kia sông Áp Lục luôn là một nguyên tắc chính trong chính sách đối ngoại của Cao Ly.
Viên tướng luôn chống đối Lý Thành Quế được chọn là người chỉ huy cuộc tấn công. Tuy nhiên, tại hòn đảo Wihwa trên sông Áp Lục, Lý Thành Quế đã ra một quyết định mang tính bước ngoặt, làm thay đổi hẳn lịch sử Triều Tiên. Lợi dụng sự tín nhiệm mà ông có được từ dân chúng, từ những quan lại cao cấp trong triều đình cũng như áp lực lớn của Nhà Minh dưới triều Minh Thái Tổ, ông quyết định nổi loạn chống lại Thôi Oánh và nhanh chóng tiến quân về kinh đô Khai Thành.

## Trị vì
Năm 1392, ngày 12 tháng 7, Hữu thị trung Bùi Khắc Liêm (배극렴, 裴克廉) hiếp bách Cung Mẫn vương phi, phế truất Cung Nhượng Vương. Ngày 17 tháng 7, bọn Hữu thị trung Bùi Khắc Liêm, cùng phán tam ti sự Triệu Tuấn (Jo Jun), Phụng Hóa quận trung nghĩa quân Trịnh Đạo Truyền (Jeong Dojeon) đều dâng khuyên Lý Thành Quế lên ngôi. Ngày hôm đó, tại Thọ Xương Cung (수창궁, 壽昌宮) ở Tùng Đô, Lý Thành Quế tức vị, lập lên nhà Triều Tiên.
Năm 1394, tháng 4, để tiêu trừ hậu hoạn, Thái Tổ sai người giết Cung Nhượng vương cùng hai con trai, toàn bộ tông thất họ Vương đều bị tiêu diệt. Năm đó, Triều Tiên Thái Tổ đại vương chọn Hán Thành (Seoul) làm kinh đô.
Ông qua đời ngày 27 tháng 6, 1408 ở Xương Đức cung. Ông được an táng trong ngôi mộ Kiện Nguyên lăng (건원릉, 健元陵) ở thành phố Guri.

## Quan điểm của người đời về Lý Thành Quế
Những thành quả mà Thái Tổ Lý Thành Quế gây dựng được trong thời gian trị vì đã tạo nên nền móng vững chắc cho sự độc lập của vương quốc Triều Tiên trong suốt sáu thế kỷ. Mặc dù có một sự thực không thể chối cãi là Lý Thành Quế đã lật đổ nhà Cao Ly cũng như thanh trừng khốc liệt những quan lại trung thành với vương triều cũ, nhiều ý kiến vẫn đánh giá cao ông như là một nhà cách mạng và là một vị Quốc vương quyết đoán, là người đã loại bỏ một vương triều lụn bại, mục nát và già cỗi để bảo vệ quốc gia trước những hiểm họa ngoại xâm. Những thành công trong lãnh vực đối ngoại của Lý Thành Quế đã bảo vệ được vận mệnh của quốc gia Triều Tiên và được người đời đánh giá cao. Việc giữ vững an ninh và ổn định trong nước là cái nền để quốc gia Triều Tiên phục hồi và phát triển nền văn hóa của họ trong những thế kỷ tới. Nằm giữa sự ảnh hưởng của hai thế lực lớn là triều Nguyên và triều Minh, nhà Triều Tiên đã khuyến khích sự phát triển một nền văn hóa riêng biệt, đặc trưng của dân tộc mình, vốn dĩ từng bị đe dọa hủy hoại trong thời kỳ thống trị của Nhà Nguyên - Mông Cổ.
Tuy nhiên nhiều học giả cho rằng ông chỉ đáng là một tên phản bội, là kẻ lật đổ nhà Cao Ly cũ; còn Tể tướng Thôi Oánh thì được xem như là một vị tướng ưu tú, một người quyết tâm bảo vệ nhà Cao Ly cũ cho đến cùng.

## Gia đình
- Tổ phụ: Triều Tiên Độ Tổ Lý Xuân (? - 1342) (조선 도조)
- Tổ mẫu: Kính Thuận Vương hậu Phác thị (경순왕후 박씨)
- Phụ: Triều Tiên Hoàn Tổ (朝鮮桓祖, 조선환조) Lý Tử Xuân [李子春].
- Mẫu: Ý Huệ Vương hậu Thôi thị (懿惠王后崔氏), người ở Duyên Bình (延坪, 연평)
- Hậu phi:

1. Thần Ý Vương hậu Hàn thị (神懿王后韓氏, 1337 – 1391), người ở An Biên (安邊, 안변). Là con gái của An Xuyên phủ viện quân Hàn Khanh (安川府院君韓卿) và Tam Hàn Quốc đại phu nhân họ Thân (三韓國大夫人申氏). Sinh ra Trấn An Đại quân, Triều Tiên Định Tông, Ích An Đại quân, Hoài An Đại quân, Triều Tiên Thái Tông, Đức An Đại quân, Khánh Thận Công chúa và Khánh Thiện Công chúa.
2. Thần Đức Vương hậu Khương thị (神德王后康氏, 1356 – 1396), người ở Cốc Sơn (谷山, 곡산)[3]. Là con gái của Tượng Sơn phủ viện quân Khương Doãn Thành (象山府院君康允成) và Tấn Sơn phủ phu nhân họ Khương (晉山府夫人姜氏). Sinh ra Phủ An Đại quân, Nghi An Đại quân và Khánh Thuận Công chúa.
3. Thành phi Nguyên thị (誠妃元氏, ? – 1449), người ở Nguyện Châu. Là con gái của Nguyên Tường (元庠, 원상). Bà là hậu cung đầu tiên của Triều Tiên được phong làm Phi (妃), vốn vị trí này chỉ do Trung điện được nhận.
4. Hòa Nghĩa Ông chúa Kim thị (和義翁主金氏, 1321 – 1406).
5. Trinh Khánh Cung chúa Liễu thị (貞慶宮主柳氏, ? – 1428), người ở Cao Phong.
6. Tán đức Chu thị (赞德周氏), phụng lệnh nuôi dưỡng con trai của Nghi Ninh Ông chúa.

- Vương tử:

1. Trấn An Đại quân Lý Phương Vũ (鎭安大君李芳雨, 1354 – 1393), mẹ là Thần Ý Vương hậu Hàn thị. Lấy Tam Hàn Quốc đại phu nhân họ Trì ở Trung Châu. Được Triều Tiên Thái Tông truy phong Thần Hàn Đại Hiểu công (辰韓 定孝公).
2. Triều Tiên Định Tông Lý Phương Quả (李芳果), mẹ là Thần Ý Vương hậu Hàn thị. Lấy Định An Vương hậu Kim thị (定安王后金氏; 1355 - 1412) ở Khánh Châu.
3. Ích An Đại quân Lý Phương Nghị (益安大君李芳毅, 1360 – 1404), mẹ là Thần Ý Vương hậu Hàn thị. Lấy Tam Hàn Quốc đại phu nhân họ Thôi ở Thiết Nguyên.
4. Hoài An Đại quân Lý Phương Cán (懷安大君李芳幹, 1364 – 1421), mẹ là Thần Ý Vương hậu Hàn thị. Lấy Phủ phu nhân họ Mẫn ở Ly Hưng, Phủ phu nhân họ Hoàng ở Mật Dương và Kim Lăng phủ phu nhân họ Cầm ở Kim Phổ.
5. Triều Tiên Thái Tông Lý Phương Viễn (李芳遠), mẹ là Thần Ý Vương hậu Hàn thị. Lấy Nguyên Kính Vương hậu Mẫn thị (元敬王后閔氏, 1365 - 1420) ở Ly Hưng.
  - Thành Ninh Đại quân Lý Trọng [誠寧大君李褈, 1405 - 1418], mẹ là Nguyên Kính Vương hậu Mẫn thị. Lấy Tam Hàn Quốc Đại phu nhân (三韓國大夫人) Xương Ninh Thành thị (昌寧成氏; ? - ?).
6. Đức An Đại quân Lý Phương Diễn (德安大君李芳衍), chết yểu, mẹ là Thần Ý Vương hậu Hàn thị.
7. Phủ An Đại quân Lý Phương Phần (撫安大君李芳蕃, 1381 – 1398), mẹ là Thần Đức Vương hậu. Lấy Khai Thành phủ phu nhân họ Vương, bị Thái Tông giết chết.
8. Nghi An Đại quân Lý Phương Thạc (宜安大君李芳蕃, 1382 – 1398), mẹ là Thần Đức Vương hậu. Lấy Phủ phu nhân họ Thẩm ở Phú Hữu, bị Thái Tông giết chết.

- Vương nữ:

1. Khánh Thận Công chúa (慶愼公主, ? – 1426), mẹ là Thần Ý Vương hậu. Hạ giá lấy Thượng Đảng phủ viện quân Cảnh Túc công Lý Ái (李薆).
2. Khánh Thiện Công chúa (慶善公主), mẹ là Thần Ý Vương hậu. Hạ giá lấy Thanh Nguyện quân Thẩm Tông (沈淙).
3. Khánh Thuận Công chúa (慶順公主, ? – 1407), mẹ là Thần Đức Vương hậu. Hạ giá lấy Khai quốc Công thần Hưng An quân Lý Tế (李濟).
4. Nghi Ninh Ông chúa (宜寧翁主), mẹ là Tán đức Chu thị. Hạ giá lấy Khải Xuyên úy Lý Tranh (李薆).
5. Thục Thận Ông chúa (淑愼翁主, ? – 1453), mẹ là Hòa Nghĩa Ông chúa. Hạ giá lấy Đường Thành úy Hồng Hải (洪海).

## Tên thụy

### Triều Tiên vương quốc
- Thái Tổ Khang Hiến Chí Nhân Khởi Vận Ứng Thiên Triệu Thông Quang Huân Vĩnh Mệnh Thánh Văn Thần Vũ đại vương
- 太祖康獻至仁啓運应天肇统广勋永命聖文神武大王
- 강헌지인계운성문신무대왕
- King Taejo Gangheon Jiin Gyeun Eungcheon Jotong Gwanghun Yeongmyeong Seongmun Sinmu

### Đại Hàn đế quốc
- Thái Tổ Khang Hiến Chí Nhân Khởi Vận Ứng Thiên Triệu Thông Quang Huân Vĩnh Mệnh Thánh Văn Thần Vũ Chính Nghĩa Quang Đức Hoàng Đế
- 太祖康獻至仁啓運應天肇通光勳永命聖文神武正義光德皇帝
- 태조강헌지인계운응천조통광훈영명성문신무정의광덕황제
- Emperor Taejo Gangheon Jiin Gyeun Eungcheon Jotong Gwanghun Yeongmyeong Seongmun Sinmu Jeongeui Gwangdeok

## Di sản
Thái Tổ Đại Vương lăng hiện nằm tại núi Man-In, quận Geumsan, tỉnh Nam Chungcheong, Hàn Quốc